# Italijanska vojna mornarica
Italijanska vojna mornarica (italijansko Marina Militare Italiana; kratica MMI) je veja italijanskih oboroženih sil, ki skrbi za varovanje italijanskega teritorialnega morja in obale.

## Pripadniki
Trenutno ima okoli 37.300 pripadnikov (od tega 5.300 nabornikov, 1.500 pripadnikov mornariškega letalstva, 2.100 pripadnikov mornariške pehote in 600 pripadnikov specialnih sil). Do 2007 naj bi se število zmanjšalo na okoli 34.000.